# Марин Устагенов
Марин Георгиев Устагенов е български художник, живописец и реставратор.

## Биография
Роден е през 1872 г. Потомък е на дюлгерска фамилия от Тетевенско. Неговият дядо е ученик на Кольо Фичето и главен майстор на Мидхад паша. Завършва школата за запасни офицери, а след това завършва и първият випуск на Държавното рисувателно училище при Иван Мърквичка. Учи заедно с Андрей Николов, Александър Божинов, Харалампи Тачев, Цено Тодоров, Стефан Иванов. След това специализира реставрация в Кралската баварска академия в Мюнхен. Поради финансови проблеми завършва образованието си в България.
През 1922 г., заедно с Андрей Николов, създава предприятие за гипсови отливки за помагала за часовете по анатомия.
Умира през 1937 г. След 1944 г. картините му са извадени от експозициите и махнати от часовете по изобразително изкуство в Художествената академия.

## Творчество
Марин Устагенов е един от най-добрите кописти на български икони. Участва в реставрацията на Боянската църква и Земенския манастир. В продължение на 25 години създава над 100 копия на стари църковни стенописи, сред които са Боянската и Земенската църква, Кремиковски и Бачковски манастир. През 1904 г. възстановява фигурата на цар Иван Асен II, която е изографисана през XII – XIII век върху фасадата на църквата „Свети Петър“ при село Беренде, по-късно напълно унищожен.
Участва в Балканската, Междусъюзническата и Първата световна война, по време на които създава скици и рисунки, както от ежедневието на войника така и пресъздаващи настроенията преди боевете и чувството на разруха след загуба на битка.
Рисува платната „Богат лов“, „Ловци“, „Бекаси“, „На лов с шейна“, „Орханийско шосе“, „Подуянският пазар“, „Пазар на ул. „Черковна“, „Копривщенски коли“, „Художникът, разпънат на кръста“ (ок. 1901), „Драгалевци“ (ок. 1905), „Село Беренде“ (ок. 1920), „Искърският пролом“ (1921), „Ловци, София“ (1908), „Овчар“ (ок. 1910), „Жътва“ (ок. 1905 – 1907), „Козарка“ (1910 – 1920), „Търново (цар и царица)“ (1914), „Старо Търново“ (1912). Всичките му произведения са със статут на културно-исторически ценности.

## Семейство
През 1913 г. се ражда дъщеря му Анна. Внучката му Здравка Боздуганова е пианистка във Франкфуртската опера. Възстановява къщата на Марин Устагенов на ул. „Оборище“ 61 в София, след като им е върната.